# Coccothrinax argentea
Coccothrinax argentea är en enhjärtbladig växtart som först beskrevs av Conrad Loddiges, Schult. och Julius Hermann Schultes, och fick sitt nu gällande namn av Charles Sprague Sargent och Odoardo Beccari. Coccothrinax argentea ingår i släktet Coccothrinax och familjen Arecaceae. Inga underarter finns listade i Catalogue of Life.

## Bildgalleri

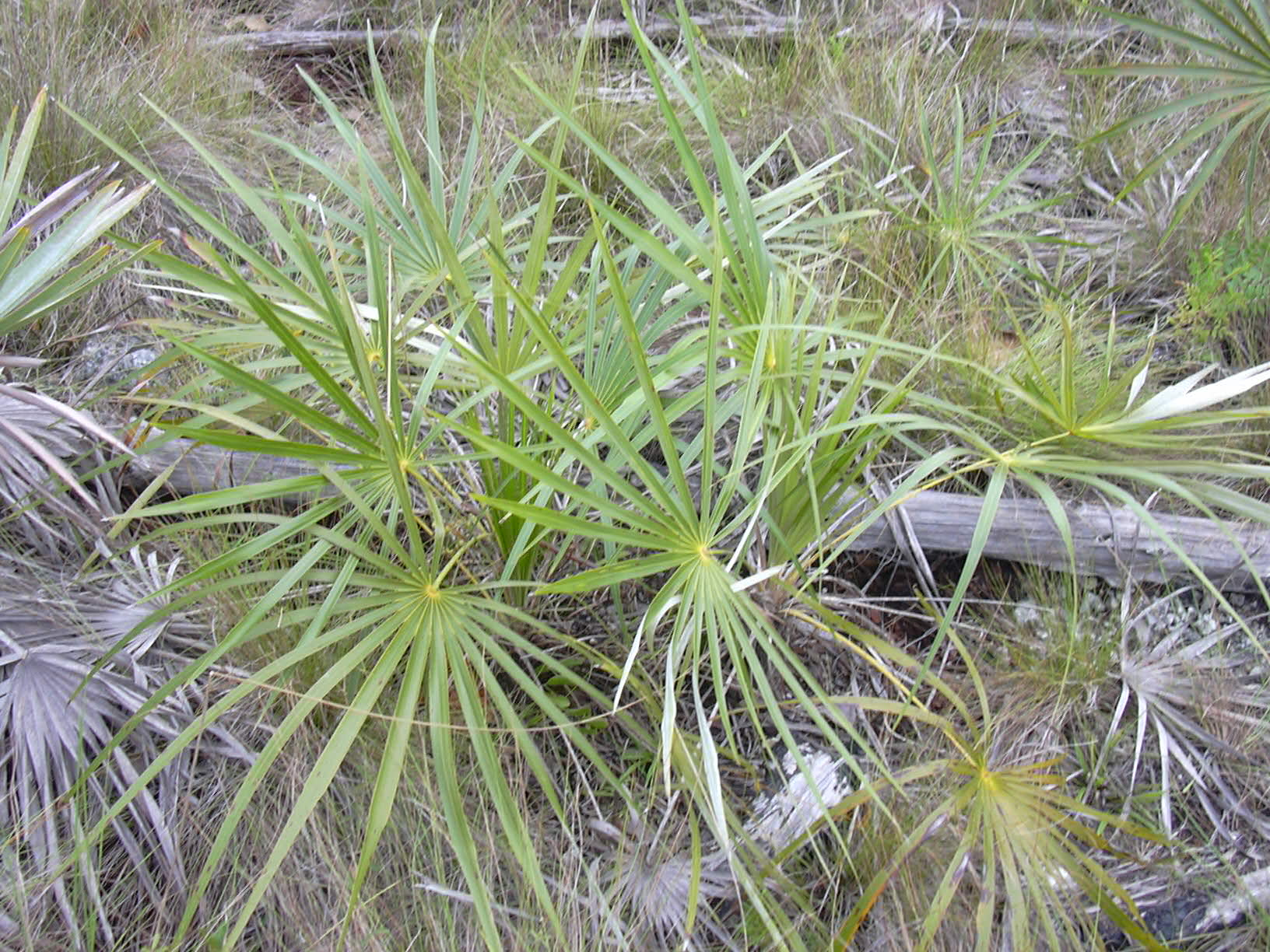
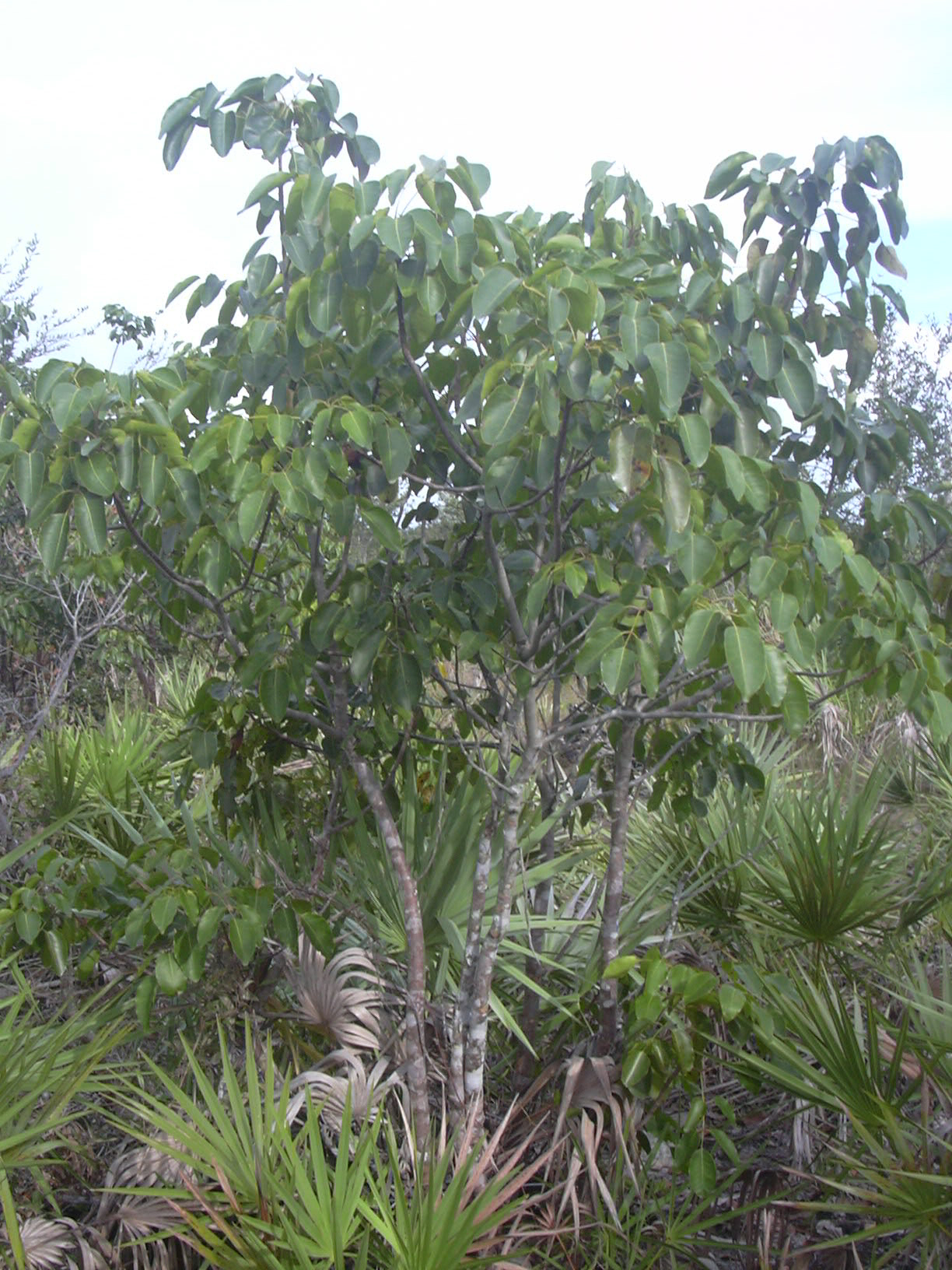